# Йорн, Асгер
Асгер Йорн (дат. Asger Jorn), настоящее имя Асгер Олуф Йёргенсен (дат. Asger Oluf Jørgensen, псевдоним Jorn взял в 1946 году; 3 марта 1914 года, Вейрум, Ютландия — 1 мая 1973, Орхус, Дания) — датский художник и теоретик абстрактного экспрессионизма.

## Жизнь и творчество
Асгер Йорн родился в семье учителей и воспитывался в строгом протестантском духе, что впоследствии наложило отпечаток на всё его творчество, в котором выразился протест против любых форм тирании. В возрасте 15 лет у него впервые диагностировали туберкулёз, однако вскоре он вылечился и поступил в колледж в Силькеборге, где готовили учителей. В колледже он вступает в Датскую коммунистическую партию, подпадает под влияние синдикалистов и одновременно решает стать художником.
Ранние пейзажи и портреты Асгера Йорна указывают на влияние скандинавского экспрессионизма, в первую очередь творчества Эмиля Нольде и Эдварда Мунка. По окончании колледжа в 1935 году вдохновлённый абстрактной живописью Кандинского Асгер Йорн едет в Париж, чтобы учиться именно у него. Однако это оказывается невозможным, и Йорн поступает в Современную академию (Académie Contemporaine) Фернана Леже.
Совместно с Фернаном Леже А. Йорн создаёт декорации для «Дворца Современности» (Palais des Temps Modernes) на Всемирной выставке 1937 года. В этот период он включает в свои полотна фантастические миры, навеянные работами Пауля Клее и Макса Эрнста, сближается с сюрреализмом, чью технику автоматизма он частично перенял.
В годы Второй мировой войны Асгер Йорн участвует в организованном коммунистами в Дании Движении Сопротивления. В 1948 году Йорн организует в Париже, совместно с Карелом Аппелем, Константом и Корнелем художественную группу COBRA — COpenhague, BRuxelles, Amsterdam, — прокламирующую авангардистский, неоэкспрессионистский стиль в живописи. В вышедшей из печати в 1951—1952 годах сочинении «Спасение и случай» художник теоретически обосновывает такую манеру рисунка. Начиная с 50-х годов XX века на картинах Йорна всё чаще выступают демонические существа, тёмные силы, маски и фетиши. Одновременно мастер работает над серией гравюр, законченных в 1961 году.
В 1964 году получил награду Музея Гуггенхайма за абстрактную картину, но отказался от неё без объяснения причин. Самую большую коллекцию произведений Асгера Йорна, включая его главную работу «Сталинград», можно увидеть в Музее Йорна в датском городе Силькеборг. Полотно художника «Сталинград», изображающее ужасы войны, считается одним из художественных шедевров Дании. Картина включена в Датский культурный канон 2006 года.
Помимо монументальных произведений настенной живописи и художественной керамики, в 70-е годы А. Йорн занимается также резьбой по дереву и созданием коллажей.
Является автором нескольких книг по эстетике, философии, политики и истории. Был одним из первых переводчиков творчества Кафки на датский.
Йорна считают автором идеи трёхстороннего футбола. Он стремился развить и обогатить теорию ситуационизма, поэтому трёхсторонний футбол родился во многом как теоретический проект.